# 矢野目信号場
矢野目信号場（やのめしんごうじょう）は、福島県福島市北矢野目にある、東日本旅客鉄道（JR東日本）東北本線および阿武隈急行線の信号場である。
東北本線としては、東福島駅構内の扱いとなっている。正式な信号場ではないが運転上重要な設備であるため、ダイヤグラム（列車運行図表）や運転士が携帯する行路表には信号場と同様に記載されている。東北本線と阿武隈急行線の線路上の分界点でもある。なお、営業上（運賃計算上）の境界は福島駅で、福島駅 - 矢野目信号場間はJR東日本と阿武隈急行の重複区間である。また、阿武隈急行線の列車も福島駅から当信号場まではJR東日本仙台輸送指令の管理の下に運行している。

## 歴史
年表
- 1988年（昭和63年）7月1日：阿武隈急行線開業による分岐に対応するために設置[1]。

備考
阿武隈急行開業前は、現在の矢野目信号場構内区間に、踏切（福島市道19号鎌田笹谷線、通称農免道路）が存在していた。阿武隈急行開業のための矢野目信号場設置に伴い、道路が線路下を潜る形にして踏切を廃止したが、東北本線上り線の高架に跨道橋が残っている。

## 構造
福島駅より東福島駅方向に約4.6 kmにある信号場。東福島駅方より阿武隈急行線が東北本線に合流し、上下線がそれぞれ分岐してから阿武隈急行線側が単線に収束する。
東北本線上り線は、下り線から分岐した阿武隈急行線の線路の上を乗り越えているため、阿武隈急行線の列車によって支障される事はない。ちなみに、上り線の合流点は下り線の分岐点よりも約300 m福島駅寄りにある。
- 下り線分岐点の東福島側
手前が東北本線の下り線
次が阿武隈急行下り線
上の高架線が東北本線上り線
奥に立体交差が見える

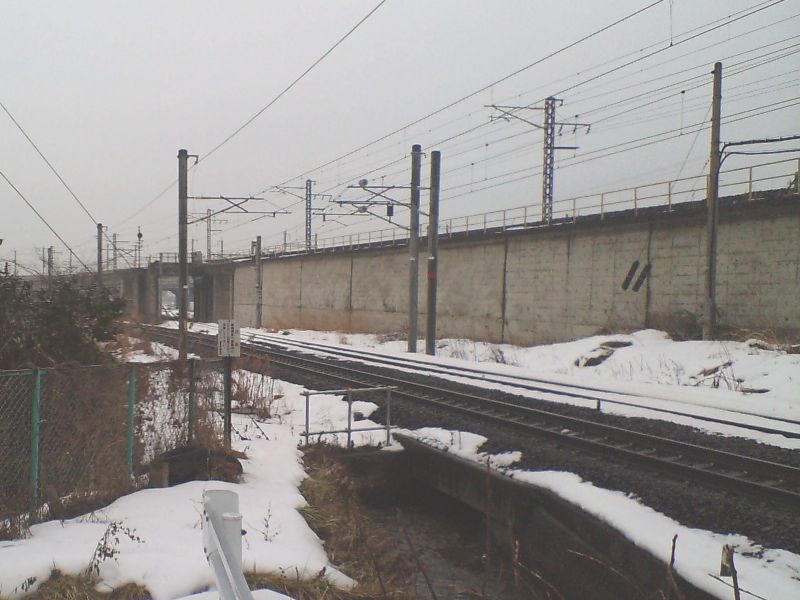
阿武隈急行線収束部 上の高架線は上り本線
遠くに見える高架線は東北新幹線
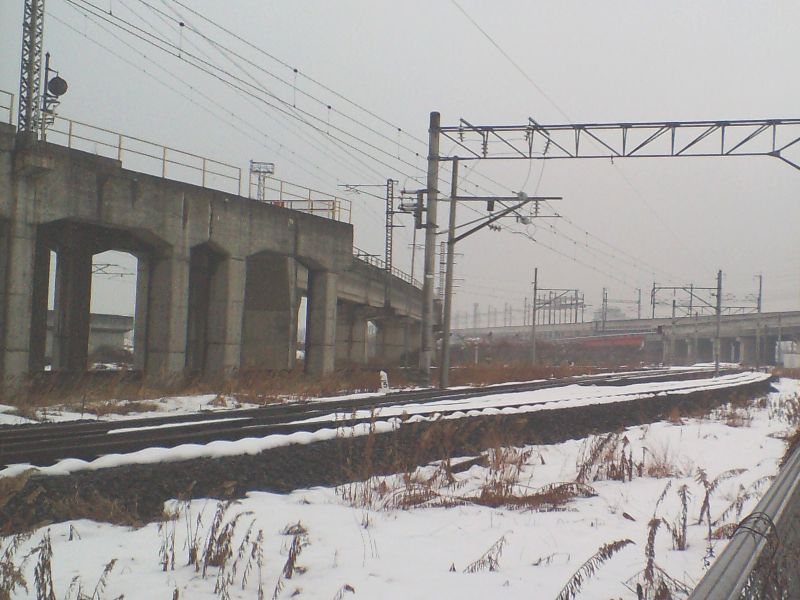
上り線合流部 手前は阿武隈急行線 奥の高い所は東北本線上り
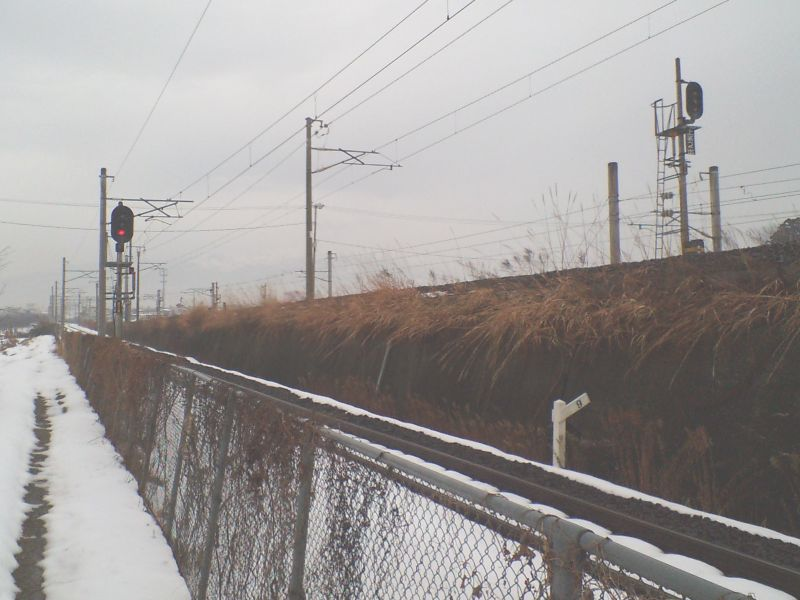
上り線合流部 手前は阿武隈急行線 奥の高い所は東北本線上り 信号機に記載されている「上第2出」の表記により、上り本線第2出発信号機である事がわかる
信号機に記載されている「上第2出」の表記により、上り本線第2出発信号機である事がわかる
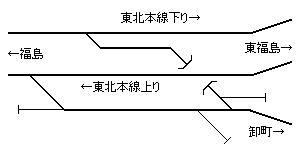
構内配線図

## 周辺
- 福島市中央卸売市場
- 北矢野目城跡
- 水雲神社[2]
- フジゴルフガーデン - ゴルフ練習場

## 隣の施設
東日本旅客鉄道（JR東日本）
■東北本線
福島駅 - 矢野目信号場 - 東福島駅
阿武隈急行
■阿武隈急行線
福島駅 - 矢野目信号場 - 卸町駅